# Frank Muñoz
Frank Muñoz (nascut el 14 d'agost de 1983) és un kickboxer de pes pesat que va lluitar als Campionats de Lluita SUPERKOMBAT on va arribar a ser el Campió del Torneig del Gran Premi Mundial de SUPERKOMBAT 2013. També és l'antic campió d'Europa de WAKO-Pro K-1.

## Biografia i trajectòria
Frank Muñoz, de malnom la pantera negra, va néixer a Barcelona el 14 d'agost de 1983. Adoptat per una família menorquina va passar la seva infantesa a Ciutadella de Menorca. Va començar a practicar kickboxing a Barcelona l'any 2005 al gimnàs Esportrogent amb l'excampió de fullcontact Xavi Moya. El 2008 es va traslladar a Amsterdam on es va incorporar al Vos Gym. Va compartir l'entrenador Ivan Hippolyte amb altres companys famosos com Mirko Filipović i Remy Bonjasky. Després d'això, es va incorporar al Chakuriki Gym el 2010, entrenat per Thom Harinck al costat de Le Banner, Braddock Silva, Peter Aerts i Hesdy Gerges. En aquell temps es va enfrontar a alguns dels millors lluitadors.
Va ser campió d'Espanya professional de Boxa Thailandesa (Muay Thai) el 2010 i el mateix any va lluitar contra Brice Guidon pel títol europeu de pes pesant de Muaythai WPMF però va perdre per decisió no unànime dels jutges. El mateix any es va convertir en campió del torneig de pes pesant del club de lluita d'Amsterdam derrotant l'eslovè Jasmin Bečirović i Thiago Martina a la final. Posteriorment, va fer un combat per a la màxima promoció mundial It's Showtime on va perdre per decisió dels jutges davant Rico Verhoeven.
El 2011 va participar en el torneig Enfusion : Quest for honor . Un reality televisiu sobre kickboxing amb 15 lluitadors que viuen, entrenen i lluiten junts. Durant el show va derrotar a Sahak Parparyan i Redouan Cairo, catalogats entre els millors lluitadors de la categoria de menys de 95 kg. Així va anar al torneig final a Praga on va derrotar a Wendell Roche i va caure davant l'ídol local Ondřej Hutník a la final.
El 2012 va lluitar en un torneig pel WKN kickboxing GP on va perdre a la final davant un dels millors kickboxers francesos Stéphane Susperregui després de la ronda extra. Posteriorment, es va enfrontar a Steve McKinnon pel títol mundial del pes creuer del WBC Muaythai i, sorprenentment, va perdre la lluita a la primera ronda per K.O. després de només 16 segons.
El 20 d'octubre de 2012 es va convertir en campió d'Europa de WAKO-Pro K-1 derrotant el croat Toni Čatipović després de cinc rondes.
El 21 de desembre de 2013 va guanyar el SUPERKOMAT World Grand Prix 2013, celebrat a Galați, Romania, davant el surinamès Redouan Cairo per decisió unànime dels jutges, després de lluitar una ronda extra. Anteriorment havia derrotat els quarts de final el bosnià Muamer Tufekčić, per decisió no unànime i a la semifinal a D'Angelo Marshall de Curaçao, per decisió unànime.
El 2015, va optar per una retirada provisional, però va retornar per a provar de participar en algunes arts marcials. En Frank al llarg de la seva carrera va absorbir el millor dels diversos entrenadors que va tenir i va crear un estil d'entrenament de Kickboxing propi. Això li va permetre posteriorment de dedicar-se a fer d'espàrring professional i entrenador d'estratègia de diferents lluitadors d'elit i gimnasos.
Es va graduar en Gestió i Negocis Esportius Internacionals per l'Hogeschool van Amsterdam el 2018.
L'abril de 2022 es va casar als Països Baixos amb la seva dona, Yolanda, amb qui convivia des de fa més de cinc anys

El febrer de 2023 torna a establir-se a Ciutadella i participa en algun torneig de caràcter amateur.Un cop establert a Ciutadella, en Frank Muñoz va decidir participar en el curs de formació de nous policies locals.

## Reconeixements
El 24 de gener després de guanyar el campionat mundial SUPERKOMAT World Grand Prix 2013 va ser guardonat amb el Flabiol de Plata i li va ser concedit el premi "Ciutadellenc de s'Any 2013", esdevenint Esportista de l'any i Ciutadà d'Honor de de Ciutadella de Menorca. El 17 d'abril de 2014 Frank Muñoz va ser guardonat a Menorca a la I Gala de l'esport menorquí amb la distinció d'Or com a atleta destacat 2013.

## Títols

### Professional
- Campió del torneig SUPERKOMBAT World Grand Prix 2013 2013
- Subcampió del torneig SUPERKOMBAT World Grand Prix II 2013
- Campió d'Europa WAKO-Pro K-1 2012 -94,2 kg
- Subcampió del GP de kickboxing WKN 2012[12]
- 2011 Enfusion Quest for subcampió del torneig d'honor -95 kg
- Campió del torneig de pes pesat del club de lluita d'Amsterdam 2010
- 2009 Subcampió del torneig K-1 Spain Battles 2009
- Campió d'Espanya pro de muaythai

### Amateur
- Campionat d'Espanya de boxa olímpica 2010</img>
- Campionat d'Espanya de boxa olímpica 2008</img>
- Campionat d'Europa WAKO 2008 a Porto, Portugal</img> −91 kg (regles K-1)

|  | Registre combats Kickboxing Professionals                                         | Registre combats Kickboxing Professionals | Registre combats Kickboxing Professionals | Registre combats Kickboxing Professionals                              | Registre combats Kickboxing Professionals | Registre combats Kickboxing Professionals | Registre combats Kickboxing Professionals | Registre combats Kickboxing Professionals | Registre combats Kickboxing Professionals |
|  | --------------------------------------------------------------------------------- | ----------------------------------------- | ----------------------------------------- | ---------------------------------------------------------------------- | ----------------------------------------- | ----------------------------------------- | ----------------------------------------- | ----------------------------------------- | ----------------------------------------- |
|  | 61 Victòries(31 (T)KO's, 30 Decisió jutges), 20 Derrotes                          |                                           |                                           |                                                                        |                                           |                                           |                                           |                                           |                                           |
|  | Data                                                                              | Resultat                                  | Oponent                                   | Event                                                                  | Localitació                               | Manera                                    | Round                                     | Temps                                     |                                           |
|  | 2016-09-10                                                                        | Loss                                      | Antonio Plazibat                          | W5 European League XXXVI                                               | Zvolen, Slovakia                          | Decision (Unanimous)                      | 3                                         | 3:00                                      |                                           |
|  | 2016-05-19                                                                        | Loss                                      | Fabrice Aurieng                           | Capital Fights                                                         | Paris, France                             | Decision                                  | 3                                         | 3:00                                      |                                           |
|  | 2015-11-27                                                                        | Loss                                      | Mladen Kujundžić                          | FFC21: Rijeka                                                          | Rijeka, Croatia                           | KO (Right High Kick)                      | 2                                         | 2:43                                      |                                           |
|  | FFC Light Heavyweight Title Eliminator.                                           |                                           |                                           |                                                                        |                                           |                                           |                                           |                                           |                                           |
|  | 2015-08-04                                                                        | Win                                       | Zinedine Hameur-Lain                      | Fight Night Saint-Tropez                                               | Saint Tropez, France                      | Decision (Unanimous)                      | 4                                         | 2:00                                      |                                           |
|  | 2015-03-13                                                                        | Loss                                      | Dževad Poturak                            | FFC 7: Sarajevo                                                        | Sarajevo, Bosnia and Herzegovina          | Decision (Unanimous)                      | 3                                         | 3:00                                      |                                           |
|  | 2015-02-07                                                                        | Loss                                      | César Córdoba                             | International Fighting Championship 2                                  | Barcelona, Spain                          | Decision (Unanimous)                      | 3                                         | 3:00                                      |                                           |
|  | 2014-12-07                                                                        | Win                                       | Nikolay Gusniev                           | Tatneft Cup 2015 1st selection 1/8 final                               | Kazan, Russia                             | RTD                                       | 3                                         | 3:00                                      |                                           |
|  | 2013-12-21                                                                        | Win                                       | Redouan Cairo                             | SUPERKOMBAT World Grand Prix 2013 Final, Final                         | Galați, Romania                           | Ext R. Decision (Unanimous)               | 4                                         | 3:00                                      |                                           |
|  | Wins 2013 SUPERKOMBAT World Grand Prix tournament title.                          |                                           |                                           |                                                                        |                                           |                                           |                                           |                                           |                                           |
|  | 2013-12-21                                                                        | Win                                       | D'Angelo Marshall                         | SUPERKOMBAT World Grand Prix 2013 Final, Semi Finals                   | Galați, Romania                           | Decision (Unanimous)                      | 3                                         | 3:00                                      |                                           |
|  | 2013-11-09                                                                        | Win                                       | Muamer Tufekčić                           | SUPERKOMBAT World Grand Prix 2013 Final Elimination, Quarter Finals    | Ploiești, Romania                         | Decision (Split)                          | 3                                         | 3:00                                      |                                           |
|  | Muñoz was awarded wildcard for the event after an appeal.                         |                                           |                                           |                                                                        |                                           |                                           |                                           |                                           |                                           |
|  | 2013-09-14                                                                        | Win                                       | Damian Garcia                             | K-1 World MAX 2013 World Championship Tournament Final 16, Super Fight | Majorca, Spain                            | Decision (Unanimous)                      | 3                                         | 3:00                                      |                                           |
|  | Qualifies for K-1 World Grand Prix 2013.                                          |                                           |                                           |                                                                        |                                           |                                           |                                           |                                           |                                           |
|  | 2013-05-18                                                                        | Loss                                      | Sebastian Ciobanu                         | SUPERKOMBAT World Grand Prix II 2013, Final                            | Craiova, Romania                          | Ext. R Decision (Unanimous)               | 4                                         | 3:00                                      |                                           |
|  | Fight was for SUPERKOMBAT World Grand Prix II tournament title.                   |                                           |                                           |                                                                        |                                           |                                           |                                           |                                           |                                           |
|  | 2013-05-18                                                                        | Win                                       | Nikolaj Falin                             | SUPERKOMBAT World Grand Prix II 2013, Semi Finals                      | Craiova, Romania                          | Decision (Unanimous)                      | 3                                         | 3:00                                      |                                           |
|  | 2013-03-15                                                                        | Loss                                      | Mladen Brestovac                          | K-1 World Grand Prix 2012 Final, Super Fight                           | Zagreb, Croatia                           | Decision (Unanimous)                      | 3                                         | 3:00                                      |                                           |
|  | 2012-12-02                                                                        | Draw                                      | Alex Roberts                              | REBELS, Legends 3                                                      | Kumamoto, Japan                           | Draw                                      | 3                                         | 3:00                                      |                                           |
|  | 2012-10-20                                                                        | Win                                       | Toni Čatipović                            | Grand Casino Origen                                                    | Madrid, Spain                             | Decision                                  | 5                                         | 3:00                                      |                                           |
|  | Wins vacant WAKO Pro Muay Thai rules cruiser heavyweight European title -94.2 kg. |                                           |                                           |                                                                        |                                           |                                           |                                           |                                           |                                           |
|  | 2012-06-09                                                                        | Loss                                      | Steve McKinnon                            | Singha Battle For The Belts                                            | Bangkok, Thailand                         | KO (Punch)                                | 1                                         | 0:16                                      |                                           |
|  | For McKinnon's WBC Muaythai Super Cruiserweight World title.                      |                                           |                                           |                                                                        |                                           |                                           |                                           |                                           |                                           |
|  | 2012-04-28                                                                        | Loss                                      | Stéphane Susperregui                      | Le Banner Series Acte 1, Final                                         | Geneva, Switzerland                       | Ext.R.Decision                            | 4                                         | 2:00                                      |                                           |
|  | For WKN kickboxing GP -100 kg title.                                              |                                           |                                           |                                                                        |                                           |                                           |                                           |                                           |                                           |
|  | 2012-04-28                                                                        | Win                                       | Yuksel Ayaydin                            | Le Banner Series Acte 1, Semi Finals                                   | Geneva, Switzerland                       | Decision                                  | 3                                         | 2:00                                      |                                           |
|  | 2012-02-25                                                                        | Loss                                      | Goran Radonjić                            | SUPERKOMBAT World Grand Prix I 2012                                    | Podgorica, Montenegro                     | Decision (Unanimous)                      | 3                                         | 3:00                                      |                                           |
|  | 2011-12-30                                                                        | Loss                                      | Ondřej Hutník                             | Enfusion Kickboxing Tournament '11, Final                              | Prague, Czech Republic                    | Decision (Unanimous)                      | 3                                         | 3:00                                      |                                           |
|  | For Enfusion kickboxing tournament championship.                                  |                                           |                                           |                                                                        |                                           |                                           |                                           |                                           |                                           |
|  | 2011-12-30                                                                        | Win                                       | Wendell Roche                             | Enfusion Kickboxing Tournament '11, Semi Finals                        | Prague, Czech Republic                    | Decision (Unanimous)                      | 3                                         | 3:00                                      |                                           |
|  | 2011-10-01                                                                        | Win                                       | Redouan Cairo                             | SUPERKOMBAT World Grand Prix III 2011                                  | Brăila, Romania                           | Decision                                  | 3                                         | 3:00                                      |                                           |
|  | 2011-06-11                                                                        | Loss                                      | Nicolas Wamba                             | 8ème Nuit des Sports de Combat                                         | Geneva, Switzerland                       | Decision                                  | 5                                         | 2:00                                      |                                           |
|  | 2011-02-?                                                                         | Win                                       | Marc Vlieger                              | Enfusion Kickboxing Tournament '11, 2nd Round                          | Koh Samui, Thailand                       | Decision (Unanimous)                      | 3                                         | 3:00                                      |                                           |
|  | Qualifies for Enfusion Kickboxing 2011 Final 4.                                   |                                           |                                           |                                                                        |                                           |                                           |                                           |                                           |                                           |
|  | 2011-01-?                                                                         | Win                                       | Sahak Parparyan                           | Enfusion Kickboxing Tournament '11, 1st Round                          | Koh Samui, Thailand                       | Decision                                  | 3                                         | 3:00                                      |                                           |
|  | 2010-12-18                                                                        | Loss                                      | Rico Verhoeven                            | Fightclub presents: It's Showtime 2010                                 | Amsterdam, Netherlands                    | Decision                                  | 3                                         | 3:00                                      |                                           |
|  | 2010-11-27                                                                        | Loss                                      | Nathan Corbett                            | Evolution 22                                                           | Gold Coast, Australia                     | TKO (Referee stoppage)                    | 3                                         | N/A                                       |                                           |
|  | 2010-09-24                                                                        | Win                                       | Thiago Martina                            | Amsterdam fight club, Final                                            | Amsterdam, Netherlands                    | Decision (Unanimous)                      | 3                                         | 3:00                                      |                                           |
|  | Amsterdam fight club heavyweight tournament champion.                             |                                           |                                           |                                                                        |                                           |                                           |                                           |                                           |                                           |
|  | 2010-09-24                                                                        | Win                                       | Jasmin Bečirović                          | Amsterdam fight club, Semi Finals                                      | Amsterdam, Netherlands                    | Decision                                  | 3                                         | 3:00                                      |                                           |
|  | 2010-07-23                                                                        | Loss                                      | Brice Guidon                              | Muay Thai France vs Thailand                                           | Stade de l'Est, Réunion                   | Decision (Split)                          | 5                                         | 3:00                                      |                                           |
|  | For Guidon's WPMF European Heavyweight Muaythai title (+91 kg).                   |                                           |                                           |                                                                        |                                           |                                           |                                           |                                           |                                           |
|  | 2010-06-26                                                                        | Loss                                      | Slavo Polugić                             | Best of Leone II                                                       | Bern, Switzerland                         | Decision                                  | N/A                                       | 3:00                                      |                                           |
|  | 2010-02-27                                                                        | Loss                                      | Benjey Zimmerman                          | Amsterdam Fightclub: Rotterdam vs Amsterdam, Semi Finals               | Amsterdam, Netherlands                    | Decision                                  | 3                                         | 3:00                                      |                                           |
|  | 2009-11-?                                                                         | Win                                       | Cristiano Delgado                         | Gladiadores del Siglo XXI                                              | Málaga, Spain                             | TKO (Doctor stoppage)                     | 3                                         | N/A                                       |                                           |
|  | 2009-10-04                                                                        | Loss                                      | Michael Duut                              | Ring Rage III                                                          | Groningen, Netherlands                    | Decision                                  | 3                                         | 3:00                                      |                                           |
|  | 2009-06-06                                                                        | Loss                                      | Damian Garcia                             | K-1 Spain Battles 2009 Tournament (Heavyweight), Final                 | Barcelona, Spain                          | DQ                                        | 1                                         | N/A                                       |                                           |
|  | For K-1 Spain Battles 2009 Heavyweight Tournament Title.                          |                                           |                                           |                                                                        |                                           |                                           |                                           |                                           |                                           |
|  | 2009-06-06                                                                        | Win                                       | Algirdas Valenta                          | K-1 Spain Battles 2009 Tournament (Heavyweight), Semi Finals           | Barcelona, Spain                          | TKO (Strikes)                             | N/A                                       | N/A                                       |                                           |
|  | 2009-05-09                                                                        | Loss                                      | Ismael Londt                              | SLAMM Catalonia vs Netherlands                                         | Barcelona, Spain                          | Decision                                  | 3                                         | 3:00                                      |                                           |
|  | 2009-04-05                                                                        | Win                                       | Raul Salas                                | WKN Spain                                                              | Barcelona, Spain                          | Decision                                  | 4                                         | 2:00                                      |                                           |
|  | 2009-03-14                                                                        | Win                                       | Erik Susunaga                             |                                                                        | Pamplona, Spain                           | RTD                                       | 3                                         | 3:00                                      |                                           |
|  | 2009-02-06                                                                        | Loss                                      | Fabrice Aurieng                           | K-1 Kick Tournament in Marseille, Semi Finals                          | Marseille, France                         | Decision                                  | 3                                         | 3:00                                      |                                           |
|  | 2008-12-12                                                                        | Win                                       | Ismael Fernández                          | Campeonato Del Mundo DE Full Contac                                    | Barcelona, Spain                          | N/A                                       | N/A                                       | N/A                                       |                                           |
|  | 2008-07-25                                                                        | Win                                       | Hamza Kendircioglu                        | The new generation of kickboxing, Team Europe vs Team Turkey           | Istanbul, Turkey                          | NA                                        | 3                                         | N/A                                       |                                           |
|  | Legend: Win Loss Draw/No contest Notes                                            |                                           |                                           |                                                                        |                                           |                                           |                                           |                                           |                                           |

| Record de Kickboxing Amateur                                     | Record de Kickboxing Amateur | Record de Kickboxing Amateur | Record de Kickboxing Amateur                                           | Record de Kickboxing Amateur | Record de Kickboxing Amateur | Record de Kickboxing Amateur | Record de Kickboxing Amateur | Record de Kickboxing Amateur |
| Data                                                             | Resultat                     | Oponent                      | Esdeveniment                                                           | Ubicació                     | Mètode                       | Ronda                        | Temps                        |                              |
| ---------------------------------------------------------------- | ---------------------------- | ---------------------------- | ---------------------------------------------------------------------- | ---------------------------- | ---------------------------- | ---------------------------- | ---------------------------- | ---------------------------- |
| 24-10-2009                                                       | Pèrdua                       | </img> Alexei Kudin          | WAKO World Championships 2009, Low Kick 1/4 Finals +91 kg              | Villach, Àustria             | N/A                          | N/A                          | N/A                          |                              |
| 24-10-2009                                                       | Guanyar                      | </img> Ivan Bijelić          | Campionats del Món de WAKO 2009, primera ronda de puntada baixa +91 kg | Villach, Àustria             | N/A                          | N/A                          | N/A                          |                              |
| 2008-11                                                          | Pèrdua                       | </img> Vladimir Mineev       | Campionats d'Europa WAKO 2008, K-1 Semifinals -91 kg                   | Porto, Portugal              | Decisió (Unànime)            | 3                            | 2:00                         |                              |
| Wins W.A.K.O. European Championship '08 K-1 Bronze Medal -91 kg. |                              |                              |                                                                        |                              |                              |                              |                              |                              |
| 2008-11                                                          | Guanyar                      | </img> Alberto Morais        | Campionats d'Europa WAKO 2008, quarts de final K-1 -91 kg              | Porto, Portugal              | Decisió (divisió)            | 3                            | 2:00                         |                              |
| Llegenda :                                                       |                              |                              |                                                                        |                              |                              |                              |                              |                              |